# عملية طريق القدس

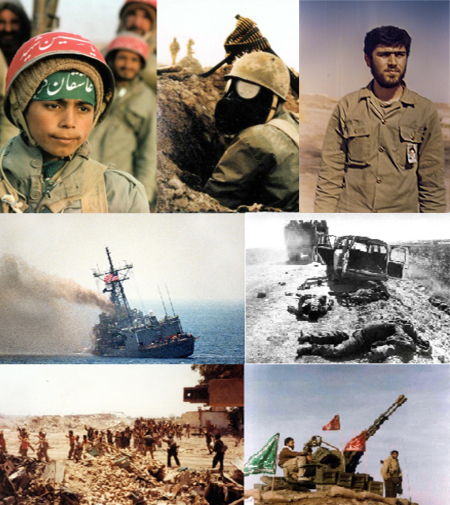
الحرب الإيرانية العراقية

عملية طريق القدس عملية هجومية من قبل القوات المسلحة الإيرانية خلال الحرب الإيرانية العراقية، التي وقعت في 1981 لمدة ثمانية أيام في مناطق مقاطعة دشت أزادغان، بستان والخفاجية في محافظة خوزستان.
و من أهم أهداف هذه العملية: تحرير مدينة بستان في جنوب غرب إيران وأكثر من 50 قرية في المنطقة، الانفصال بين القوتين الرئيسيتين في المناطق العامة في الأهواز ودزفول، تدمير القوات البعثية العراقية في المنطقة بأكثر من فرقة، تحرير 70 قرية و 4500 إلى 5000 قبيلة محلية في جمهورية إيران الإسلامية كانت تحت سيطرة صدام في الأراضي المحتلة. وتدمير الجيش العراقي الذي قدر بنحو ستة ألوية؛ فضلا عن الوصول إلى الهور واحتمال التسلل إلى الأراضي العراقية. وفي نهاية العملية قُتل وجُرح حوالي 8.500 من قوات البعث العراقي، واعتقلت القوات الإيرانية 546 جنديًا عراقيًا.